# Carl Valeri
Carl Valeri (ur. 14 sierpnia 1984 w Canberze) – australijski piłkarz włoskiego pochodzenia grający na pozycji napastnika. Od 2014 roku jest zawodnikiem Melbourne Victory.

## Życiorys

### Kariera klubowa
W czasach juniorskich trenował w Tuggeranong United, ACTAS i Australian Institute of Sport oraz we włoskim Interze Mediolan. W lipcu 2004 dołączył do seniorskiego zespołu Interu. Od 1 sierpnia 2004 do 30 czerwca 2005 przebywał na wypożyczeniu w trzecioligowym SPAL 1907. 1 sierpnia 2005 odszedł na zasadzie transferu definitywnego do również trzecioligowego ASD US Grosseto 1912. W Serie B zagrał po raz pierwszy 25 sierpnia 2007 w barwach Grosseto – miało to miejsce w przegranym 0:3 meczu z Modeną FC. 1 stycznia 2010 został piłkarzem US Sassuolo Calcio. Od 22 stycznia do 1 lipca 2014 grał w Ternanie Calcio. 1 lipca 2014 podpisał kontrakt z Melbourne Victory. W A-League zadebiutował 10 października 2014 w wygranym 4:1 spotkaniu z Western Sydney Wanderers. Wraz z tym klubem dwukrotnie zdobył mistrzostwo kraju – w sezonach 2014/2015 i 2017/2018.

### Kariera reprezentacyjna
W 2004 roku wystąpił wraz z reprezentacją na Igrzyskach Olimpijskich w Atenach. W seniorskiej reprezentacji zadebiutował 24 marca 2007 w wygranym 2:0 meczu z Chinami. W 2010 roku został powołany na mistrzostwa świata.